# Rhynchagrotis observabilis
Rhynchagrotis observabilis là một loài bướm đêm trong họ Noctuidae.